# Bedford Beagle
O Bedford Beagle foi uma camioneta derivada do Bedford HA 8cwt e Vauxhall Viva HA. As conversões foram feitas pela Martin Walter Ltd.. Ele formou a base do Roma, ingenuamente chamada Motor Home pela Martin Walter.
Indroduzida em 1964, originalmente com um motor de 1057cc, o Beagle era basicom com freios a tambor nas quatro rodas e interior mínimo. O motor foi atualizado em 1967 para 1159cc e em 1972 para 1256cc, fazendo a velocidade subir de 116km/h para 129km/h. Foi descontinuado em 1973 e sucedido pelo Bedford Viva HC.